# Honkaravalli, Alur
Honkaravalli là một làng thuộc tehsil Alur, huyện Hassan, bang Karnataka, Ấn Độ.